# Чемпіонат світу з легкої атлетики 2017 — біг на 400 метрів (чоловіки)

Фініш

Змагання з бігу на 400 метрів серед чоловіків на Чемпіонаті світу з легкої атлетики 2017 у Лондоні проходили 5, 6 і 8 серпня на Олімпійському стадіоні.

## Рекорди
На початок змагань основні рекордні результати були такими:
| WR | Вайде ван Нікерк ПАР | 43,03 | Ріо-де-Жанейро Бразилія | 14 серпня 2016 |
| CR | Майкл Джонсон США    | 43,18 | Севілья Іспанія         | 26 серпня 1999 |
| WL | Вайде ван Нікерк ПАР | 43,62 | Лозанна Швейцарія       | 6 липня 2017   |

## Розклад
| Дата          | Час початку | Стадія    |
| ------------- | ----------- | --------- |
| 5 серпня 2017 | 10:45       | Забіги    |
| 6 серпня 2017 | 19:40       | Півфінали |
| 8 серпня 2017 | 21:50       | Фінал     |

Вказаний місцевий час (UTC+0)

## Результати

### Забіги
Умови кваліфікації до наступного раунду: перші троє з кожного забігу (Q) та шестеро найшвидших за часом з тих, які посіли у забігах місця, починаючи з четвертого (q).
Забіг 1
| Місце | Атлет              | Країна            | Час   | Примітки |
| ----- | ------------------ | ----------------- | ----- | -------- |
| 1     | Фред Керлі         | США               | 44,92 | Q        |
| 2     | Лалонд Гордон      | Тринідад і Тобаго | 45,02 | Q, SB    |
| 3     | Кевін Борле        | Бельгія           | 45,09 | Q        |
| 4     | Павел Маслак       | Чехія             | 45,10 | q, SB    |
| 5     | Меттью Гадсон-Сміт | Велика Британія   | 45,31 | q        |
| 6     | Лукаш Карвалью     | Бразилія          | 45,86 |          |
| 7     | Лукас Буа          | Іспанія           | 46,00 |          |
| 8     | Коллінс Оме Гічана | Кенія             | 46,10 |          |
| 9     | Бачір Махамат      | Чад               | 47,50 |          |

Забіг 2
| Місце | Атлет             | Країна                   | Час   | Примітки  |
| ----- | ----------------- | ------------------------ | ----- | --------- |
| 1     | Вайде ван Нікерк  | ПАР                      | 45,27 | Q         |
| 2     | Давіде Ре         | Італія                   | 45,71 | Q         |
| 3     | Мішел Седеніо     | Тринідад і Тобаго        | 45,77 | Q         |
| 4     | Тедді Атін-Венель | Франція                  | 45,90 |           |
| 5     | Йоандіс Лескай    | Куба                     | 45,93 |           |
| 6     | Лука Янежич       | Словенія                 | 46,06 |           |
| 7     | Стівен Соломон    | Австралія                | 46,27 |           |
| 8     | Кіморі Шерман     | Сент-Вінсент і Гренадини | 47,05 |           |
|       | Нері Бренес       | Коста-Рика               | DQ    | R163.3(а) |

Забіг 3
| Місце | Атлет                  | Країна             | Час   | Примітки |
| ----- | ---------------------- | ------------------ | ----- | -------- |
| 1     | Баболокі Тебе          | Ботсвана           | 44,82 | Q        |
| 2     | Деміш Гей              | Ямайка             | 44,98 | Q        |
| 3     | Двейн Кавен            | Велика Британія    | 45,39 | Q        |
| 4     | Боніфас Онтуга Мвереса | Кенія              | 45,58 | q        |
| 5     | Рафаль Омелько         | Польща             | 45,69 | q        |
| 6     | Самуель Гарсія         | Іспанія            | 46,37 |          |
| 7     | Пітер Конраді          | ПАР                | 46,62 |          |
| 8     | Воррен Хейзел          | Сент-Кіттс і Невіс | 46,69 |          |
| 9     | Нарек Гукасян          | Вірменія           | 49,70 | SB       |

Забіг 4
| Місце | Атлет              | Країна                   | Час   | Примітки  |
| ----- | ------------------ | ------------------------ | ----- | --------- |
| 1     | Стівен Гардінер    | Багамські Острови        | 44,75 | Q         |
| 2     | Вілберт Лондон ІІІ | США                      | 45,10 | Q         |
| 3     | Брайан Греган      | Ірландія                 | 45,37 | Q         |
| 4     | Джонатан Борле     | Бельгія                  | 45,70 | q         |
| 5     | Лігелін Сантос     | Домініканська Республіка | 45,73 |           |
| 6     | Мамуду Еліман Анн  | Франція                  | 45,89 |           |
| 7     | Їльмар Еррера      | Колумбія                 | 47,18 |           |
|       | Стівен Гейл        | Ямайка                   | DQ    | R163.3(а) |

Забіг 5
| Місце | Атлет             | Країна            | Час   | Примітки |
| ----- | ----------------- | ----------------- | ----- | -------- |
| 1     | Айзек Маквала     | Ботсвана          | 44,55 | Q        |
| 2     | Лашон Меррітт     | США               | 45,00 | Q        |
| 3     | Джамал Волтон     | Кайманові Острови | 45,05 | Q        |
| 4     | Оскар Усільйос    | Іспанія           | 45,22 | q, PB    |
| 5     | Реймонд Кібет     | Кенія             | 45,75 |          |
| 6     | Мартін Руні       | Велика Британія   | 45,75 |          |
| 7     | Ренні Квоу        | Тринідад і Тобаго | 45,95 |          |
| 8     | Вінстон Джордж    | Гаяна             | 46,02 |          |
| 9     | Саїлосі Тубуйлагі | Фіджі             | 48,98 |          |

Забіг 6
| Місце | Атлет                      | Країна   | Час   | Примітки |
| ----- | -------------------------- | -------- | ----- | -------- |
| 1     | Натон Аллен                | Ямайка   | 44,91 | Q        |
| 2     | Гіл Робертс                | США      | 44,92 | Q        |
| 3     | Абдалелах Харун            | Катар    | 45,27 | Q        |
| 4     | Мунаммед Анас Яхія         | Індія    | 45,98 |          |
| 5     | Самсон Огеневегба Натаніел | Нігерія  | 46,63 |          |
| 6     | Такамаса Кітагава          | Японія   | 47,35 |          |
| 7     | Карабо Сібанда             | Ботсвана | 47,44 |          |
|       | Еммануель Дасор            | Гана     | DNS   |          |

### Півфінали
Умови кваліфікації до наступного раунду: перші двоє з кожного забігу (Q) та двоє найшвидших за часом з тих, які посіли у забігах місця, починаючи з третього (q).
Забіг 1
| Місце | Атлет              | Країна            | Час   | Примітки |
| ----- | ------------------ | ----------------- | ----- | -------- |
| 1     | Стівен Гардінер    | Багамські Острови | 43,89 | Q, NR    |
| 2     | Натон Аллен        | Ямайка            | 44,19 | Q, PB    |
| 3     | Фред Керлі         | США               | 44,51 | q        |
| 4     | Вілберт Лондон ІІІ | США               | 45,10 |          |
| 5     | Кевін Борле        | Бельгія           | 45,12 |          |
| 6     | Оскар Усільйос     | Іспанія           | 45,16 | PB       |
| 7     | Рафаль Омелько     | Польща            | 45,37 |          |
| 8     | Двейн Кавен        | Велика Британія   | 45,96 |          |

Забіг 2
| Місце | Атлет                  | Країна            | Час   | Примітки |
| ----- | ---------------------- | ----------------- | ----- | -------- |
| 1     | Вайде ван Нікерк       | ПАР               | 44,22 | Q        |
| 2     | Баболокі Тебе          | Ботсвана          | 44,33 | Q        |
| 3     | Абдалелах Харун        | Катар             | 44,64 | q, SB    |
| 4     | Меттью Гадсон-Сміт     | Велика Британія   | 44,74 | SB       |
| 5     | Лалонд Гордон          | Тринідад і Тобаго | 45,20 |          |
| 6     | Брайан Греган          | Ірландія          | 45,42 |          |
| 7     | Лашон Меррітт          | США               | 45,52 |          |
| 8     | Боніфас Онтуга Мвереса | Кенія             | 45,93 |          |

Забіг 3
| Місце | Атлет          | Країна            | Час   | Примітки |
| ----- | -------------- | ----------------- | ----- | -------- |
| 1     | Айзек Маквала  | Ботсвана          | 44,30 | Q        |
| 2     | Деміш Гей      | Ямайка            | 44,55 | Q, SB    |
| 3     | Гіл Робертс    | США               | 44,84 |          |
| 4     | Джамал Волтон  | Кайманові Острови | 45,16 |          |
| 5     | Джонатан Борле | Бельгія           | 45,23 |          |
| 6     | Павел Маслак   | Чехія             | 45,24 |          |
| 7     | Мішел Седеніо  | Тринідад і Тобаго | 45,91 |          |
| 8     | Давіде Ре      | Італія            | 45,95 |          |

### Фінал
| Місце | Атлет            | Країна            | Час   | Примітки |
| ----- | ---------------- | ----------------- | ----- | -------- |
| 1     | Вайде ван Нікерк | ПАР               | 43,98 |          |
| 2     | Стівен Гардінер  | Багамські Острови | 44,41 |          |
| 3     | Абдалелах Харун  | Катар             | 44,48 | SB       |
| 4     | Баболокі Тебе    | Ботсвана          | 44,66 |          |
| 5     | Натон Аллен      | Ямайка            | 44,88 |          |
| 6     | Деміш Гей        | Ямайка            | 45,04 |          |
| 7     | Фред Керлі       | США               | 45,23 |          |
| 8     | Айзек Маквала    | Ботсвана          | DNS   |          |